# 避風塘炒蟹
避風塘炒蟹或稱避風塘辣蟹是香港一道海鮮菜式，以香辣惹味，令人留下深刻印象。主要材料是當日從海中捕獲的蟹，並且與蒜頭、蔥段、豆豉、辣椒和香茅混合而成的醬料一起爆炒而成，但不同的店舖會有各自的製作秘訣。避風塘炒蟹的一大特點在於其甘香、脆口而且不油的「薯片蒜」粒，切得極細碎的蒜粒想抄製得香而不糊並不容易，不夠火候、蒜的水份未被迫走，成菜會有一碟油，但如果火候太猛蒜糊了則會有苦味，對於廚師來說從不夠火候到過了火候之間可能只有幾秒的差別，非常考驗烹飪的技藝。
這種海鮮小炒因為起源於香港避風塘的水上食肆而得名，不過隨著避風塘食肆的減少，現在避風塘炒蟹已改由岸上的食店如大牌檔供應。

## 外部連接
维基共享资源上的相關多媒體資源：避風塘炒蟹